# 雞生蠔

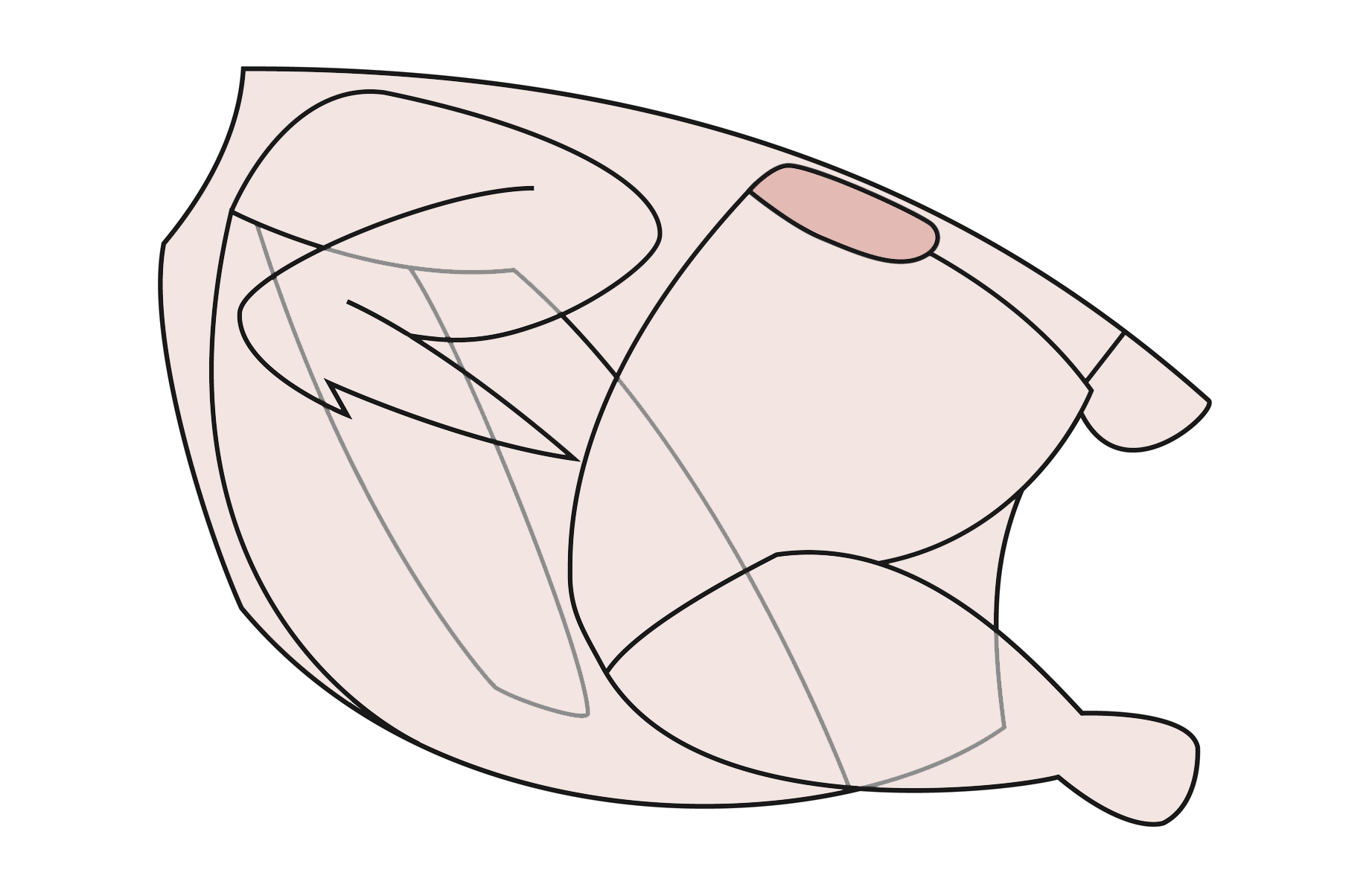
雞生蠔於雞中所在的位置

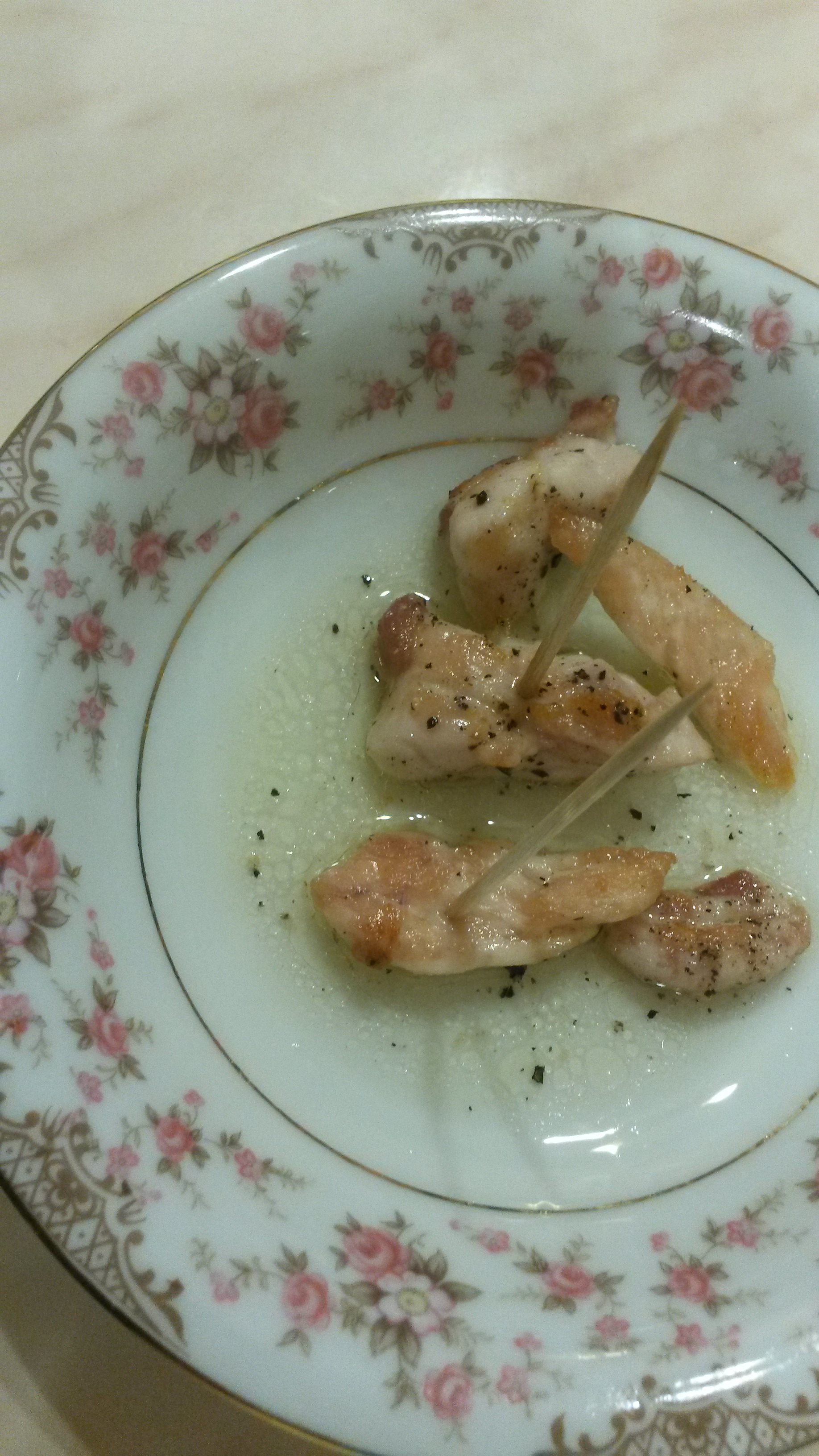
麻油雞生蠔

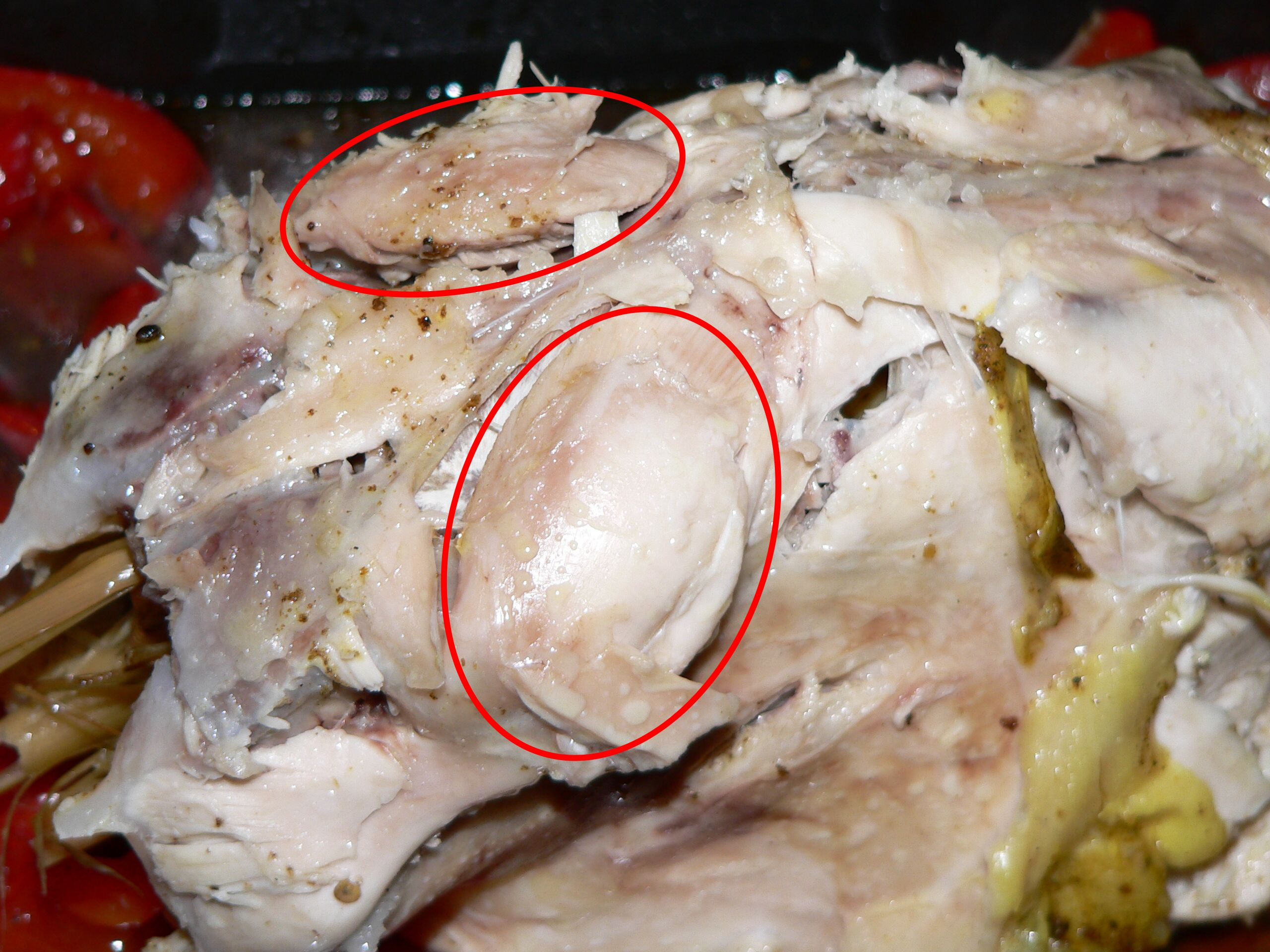
雞生蠔

雞生蠔是家禽背部靠近大腿的两块小而圆的黑肉，具體位置位于髂骨背侧的凹陷处。雞生蠔軟嫩且多汁，是日式雞肉串燒店家中常見的食物。